# شونتا ایشیکورا
شونتا ایشیکورا (انگلیسی: Shunta Ishikura؛ زادهٔ ۷ ژانویهٔ ۱۹۳۷) کشتی‌گیر اهل ژاپن بود.